# إينيس توريلي
إينيس توريلي Ines Torelli؛ (14 يونيو 1931 - 23 أغسطس 2019) كانت ممثلة كوميدية سويسرية، وشخصية إذاعية، وممثلة مسرحية وممثلة صوت وسينمائية، وعادة ما تقوم بدور البطولة في السينما والتلفزيون والإنتاج المسرحي باللغة الألمانية السويسرية.

## النشأة والتعليم
ولدت وترعرعت في سانت غالن، كانتون سانت غالن في سويسرا لوالتر ستيرلي، على مسرح هيشتبلاتز توريلي جسدت أدوارا في مختلف المسرحيات الموسيقية، في عام 1968 لعبت دور البطولة إلى جانب رودي والتر ومارجريت راينر في دور أولي مورين في فيلم Die kleine Niederdorf-Oper في مسرح كورسو في زيورخ.

## روابط خارجية
- إينيس توريلي على موقع IMDb (الإنجليزية)
- إينيس توريلي على موقع ميوزك برينز (الإنجليزية)
- إينيس توريلي على موقع ديسكوغز (الإنجليزية)
- إينيس توريلي على موقع قاعدة بيانات الفيلم (الإنجليزية)
- إينيس توريلي على الموقع الإلكتروني للتلفزيون الوطني السويسري SRF باللغة الألمانية* إينيس توريلي على الموقع الإلكتروني للتلفزيون الوطني السويسري SRF باللغة الألمانية* إينيس توريلي على الموقع الإلكتروني للتلفزيون الوطني السويسري SRF باللغة الألمانية